# Doktor Allwissend (YouTuber)
Doktor Allwissend (bürgerlicher Name Borja Schwember; * 7. Mai 1976 in Berlin) ist ein deutscher Komiker und Webvideoproduzent. Im Jahr 2014 gewann er den Deutschen Webvideopreis in der Kategorie „FAQ“ („Häufig gestellte Fragen“) für sein Video „Woher Schüchternheit kommt“.

## Webvideos
Mit blauer Hornbrille, hellblauem Hemd und Krawatte kommentiert Schwember unter dem Pseudonym Doktor Allwissend Kommentare von Nutzern seines Kanals auf der Videoplattform YouTube. Ironisch werden so etwa die Peinlichkeit der eigenen Eltern oder die Eigenart des Selbstgesprächführens verpackt. Zudem produziert Schwember auch Videos, in denen er mehrere Fragen beantwortet, wobei diese älter sind und nicht mehr produziert werden.
Schwembers Doktor-Allwissend-Videos finden nach einer wechselnden Anfangsphase immer vor dem gleichen Hintergrund statt.
Im Greifswalder Appartement wurden die Videos vor einem weißen Expedit-Regal gedreht. Das Regal wurde je nach Thema mit unterschiedlichen Inhalt bestückt. Oft waren alte Kameras, zum Thema des Videos passende Bücher oder auch Schilder und Stofftiere (Brauner Affe und die Katze Wollknäuel) zu sehen. Seit dem Jahreswechsel 2013/2014 wurde in einer Berliner Wohnung gedreht. Hier bestand der Hintergrund aus einem weißen Schreibtisch vor einer weißen Wand. Auf dem Schreibtisch stand ein dunkelgraues Buch mit dem Aufdruck Café, ein iMac und eine kleine Kiste mit Verschluss. Später drehte er seine Videos wieder vor einem Regal.
Während Schwember seine Clips anfangs mit einfachen Mitteln in der eigenen Wohnung drehte und kein Produktionsteam hinter ihm stand, wurde er von Dezember 2013 bis 2016 durch das YouTube-Netzwerk Endemol beyond unterstützt, in dessen Berliner Studio seit September 2014 auch seine Videos gedreht wurden.
Auf Fantreffen, wie  dem VideoDay, war Schwember Gast und gab Autogramme. Sein Hauptkanal zählt über 50 Millionen Aufrufe und wurde von über 400.000 Nutzern abonniert. Der ausgebildete Koch und Kommunikationswissenschaftler verdient seinen Lebensunterhalt unter anderem mit eingeblendeten Werbeanzeigen.
In seinem Zweitkanal Borja veröffentlicht Schwember u. a. Vlogs und Outtakes zu seinen Videos im Hauptkanal.
Auf Trigger.tv moderierte er bis Dezember 2013 die Reihe Die Kriminalität von A bis Z und darüber hinaus mehrere an Eltern gerichtete Videos für den YouTube-Kanal „Survival Guide“.
Seit 2014 moderiert er für die DAK-Gesundheit die Reihe „DAK-Startklar: Werde Allwissend!“, für die die Zuschauer Fragen zu Ausbildung, Studium und Karriere stellen können.
Kurzzeitig betrieb er 2014 bis 2015 zusammen mit der Youtuberin Die Klugscheisserin (bürgerlich Lisa Ruhfus) den Comedy-Kanal Zirp & Zirp.

## Fernsehen
Seit Dezember 2013 ist Schwember im Wissensmagazin Yps – Die Sendung zu sehen, in dem er als Dr. Allwissend eine eigene Rubrik erhält. Anfang Februar 2014 übernahm er eine Rolle in der Fernsehserie Das Studio, die in den Bavaria-Filmstudios gedreht wurde.

## Filmografie
- 2015: Kartoffelsalat – Nicht fragen!

## Persönliches
Schwember lebt derzeit mit seinem Sohn und seiner Freundin in Bozen.

## Buchveröffentlichung
- Dr. Allwissend: Was Morgenmüdigkeit mit Vögeln zu tun hat – Antworten auf Alles. Piper Verlag, München 2014, ISBN 978-3-492-30516-7.[19]

## Auszeichnungen
Schwember erhielt für sein Video Woher Schüchternheit kommt den deutschen Webvideopreis 2014 in der Kategorie „FAQ“.